# Championnats d'Océanie de cyclisme sur piste
Les Championnats d'Océanie de cyclisme sur piste (Oceania Track Championships en anglais) sont les championnats continentaux sur piste organisés pour l'Océanie.

## Lieux des championnats
| Année         | Pays             | Ville        |
| ------------- | ---------------- | ------------ |
| 2003          | Australie        | Sydney       |
| février 2004  | Nouvelle-Zélande |              |
| décembre 2004 | Australie        | Melbourne    |
| 2005          | Nouvelle-Zélande | Wanganui     |
| 2006          | Australie        | Melbourne    |
| 2007          | Nouvelle-Zélande | Invercargill |
| 2008          | Australie        | Adélaïde     |
| 2009          | Nouvelle-Zélande | Invercargill |
| 2010          | Australie        | Adélaïde     |
| 2011          | Nouvelle-Zélande | Invercargill |
| 2012          | Australie        | Adélaïde     |
| 2013          | Nouvelle-Zélande | Invercargill |

| Année     | Pays                | Ville               |
| --------- | ------------------- | ------------------- |
| 2014      | Australie           | Adélaïde            |
| 2015      | Nouvelle-Zélande    | Invercargill        |
| 2016      | Australie           | Melbourne           |
| 2017      | Nouvelle-Zélande    | Cambridge           |
| 2018      | Australie           | Adélaïde            |
| 2019      | Nouvelle-Zélande    | Invercargill        |
| 2020-2021 | Pas de championnats | Pas de championnats |
| 2022      | Australie           | Brisbane            |
| 2023      | Australie           | Brisbane            |
| 2024      | Nouvelle-Zélande    | Cambridge           |
| 2025      | Australie           | Brisbane            |

## Palmarès masculin

### Kilomètre
| Année  | Vainqueur                  | Deuxième                   | Troisième               |
| ------ | -------------------------- | -------------------------- | ----------------------- |
| 2003   | Ben Kersten (AUS)          |                            |                         |
| 2004-1 | Shane Kelly (AUS)          | David Cresswell (NZL)      | Justin Grace (NZL)      |
| 2004-2 | Ben Kersten (AUS)          | Joel Leonard (AUS)         | Steven Sansonetti (AUS) |
| 2005   | David Cresswell (NZL)      | Hayden Godfrey (NZL)       | Neil Campbell (NZL)     |
| 2006   | Scott Sunderland (AUS)     | Pete Murray (NZL)          | Neil Campbell (NZL)     |
| 2007   | Scott Sunderland (AUS)     | Edward Dawkins (NZL)       | Elijah May (NZL)        |
| 2008   | Scott Sunderland (AUS)     | Steven Sansonetti (AUS)    | Edward Dawkins (NZL)    |
| 2009   | Edward Dawkins (NZL)       | Joel Leonard (AUS)         | James Glasspool (AUS)   |
| 2010   | Scott Sunderland (AUS)     | James Glasspool (AUS)      | Cameron Karwowski (NZL) |
| 2011   | Simon van Velthooven (NZL) | James Glasspool (AUS)      | William Bowman (NZL)    |
| 2012   | Edward Dawkins (NZL)       | Cameron Karwowski (NZL)    | Matt Dodds (NZL)        |
| 2013   | Simon van Velthooven (NZL) | Scott Sunderland (AUS)     | Luke Davison (AUS)      |
| 2014   | Matthew Archibald (NZL)    | Alex Radzikiewicz (AUS)    | Braeden Dean (AUS)      |
| 2015   | Zac Williams (NZL)         | Simon van Velthooven (NZL) | Jeremy Presbury (NZL)   |
| 2016   | Zac Williams (NZL)         | Bradly Knipe (NZL)         | Jordan Castle (NZL)     |
| 2017   | Zac Williams (NZL)         | Bradly Knipe (NZL)         | Nick Kergozou (NZL)     |
| 2018   | Bradly Knipe (AUS)         | Tylah Meunier (AUS)        | Zac Williams (NZL)      |
| 2019   | Nick Kergozou (NZL)        | Tylah Meunier (AUS)        | Zac Williams (NZL)      |
| 2022   | Thomas Cornish (AUS)       | Nick Kergozou (NZL)        | Dylan Eather (AUS)      |
| 2023   | Matthew Glaetzer (AUS)     | Thomas Cornish (AUS)       | Byron Davies (AUS)      |
| 2024   | Thomas Cornish (AUS)       | Byron Davies (AUS)         | Nick Kergozou (NZL)     |
| 2025   | Thomas Cornish (AUS)       | Tayte Ryan (AUS)           | Byron Davies (AUS)      |

### Keirin
| Année  | Vainqueur                  | Deuxième                   | Troisième                  |
| ------ | -------------------------- | -------------------------- | -------------------------- |
| 1995   |                            | Sean Eadie (AUS)           |                            |
| 2003   | Mark French (AUS)          | Ben Kersten (AUS)          | Damien Keirl (AUS)         |
| 2004-1 | Shane Kelly (AUS)          | Ryan Bayley (AUS)          | Anthony Peden (NZL)        |
| 2004-2 | Ben Kersten (AUS)          | Ryan Bayley (AUS)          | Hervé Gané (NCL)           |
| 2005   | Ryan Bayley (AUS)          | John Rastrick (NZL)        | Hervé Gané (NCL)           |
| 2006   | Mark French (AUS)          | Josiah Ng (MAS)            | Joel Leonard (AUS)         |
| 2007   | Shane Kelly (AUS)          | Ryan Bayley (AUS)          | Shane Perkins (AUS)        |
| 2008   | Shane Perkins (AUS)        | Jason Niblett (AUS)        | Joel Leonard (AUS)         |
| 2009   | Joel Leonard (AUS)         | Sam Webster (NZL)          | Simon van Velthooven (NZL) |
| 2010   | Jason Niblett (AUS)        | Simon van Velthooven (NZL) | Mitchell Bullen (AUS)      |
| 2011   | Simon van Velthooven (NZL) | Scott Sunderland (AUS)     | Peter Lewis (AUS)          |
| 2012   | Matthew Glaetzer (AUS)     | Andrew Taylor (AUS)        | Jaron Gardiner (AUS)       |
| 2013   | Matthew Glaetzer (AUS)     | Edward Dawkins (NZL)       | Matthew Archibald (NZL)    |
| 2014   | Jacob Schmid (AUS)         | Andrew Taylor (AUS)        | Mitchell Bullen (AUS)      |
| 2015   | Matthew Glaetzer (AUS)     | Simon van Velthooven (NZL) | Mitchell Bullen (AUS)      |
| 2016   | Edward Dawkins (NZL)       | Jordan Castle (NZL)        | Sam Webster (NZL)          |
| 2017   | Jordan Castle (AUS)        | Jacob Schmid (AUS)         | Edward Dawkins (NZL)       |
| 2018   | Matthew Glaetzer (AUS)     | Jacob Schmid (AUS)         | Samuel Dakin (NZL)         |
| 2019   | Sam Webster (NZL)          | Edward Dawkins (NZL)       | Jordan Castle (AUS)        |
| 2022   | Matthew Glaetzer (AUS)     | Matthew Richardson (AUS)   | Sam Gallagher (AUS)        |
| 2023   | Matthew Richardson (AUS)   | James Brister (AUS)        | Matthew Glaetzer (AUS)     |
| 2024   | Matthew Richardson (AUS)   | Thomas Cornish (AUS)       | Sam Dakin (NZL)            |
| 2025   | Sam Dakin (NZL)            | Byron Davies (AUS)         | Daniel Barber (AUS)        |

### Vitesse
| Année  | Vainqueur                | Deuxième                 | Troisième               |
| ------ | ------------------------ | ------------------------ | ----------------------- |
| 1995   | Sean Eadie (AUS)         |                          |                         |
| 2001   |                          |                          | Sean Eadie (AUS)        |
| 2003   | Ryan Bayley (AUS)        | Mark French (AUS)        | Ben Kersten (AUS)       |
| 2004-1 | Ryan Bayley (AUS)        | Shane Kelly (AUS)        | Anthony Peden (NZL)     |
| 2004-2 | Sean Eadie (AUS)         | Ben Kersten (AUS)        | Hervé Gané (NCL)        |
| 2005   | Ryan Bayley (AUS)        | Nathan Seddon (NZL)      | Hervé Gané (NCL)        |
| 2006   | Mark French (AUS)        | Jason Niblett (AUS)      | Shane Perkins (AUS)     |
| 2007   | Ryan Bayley (AUS)        | Shane Perkins (AUS)      | Daniel Ellis (AUS)      |
| 2008   | Daniel Ellis (AUS)       | Shane Perkins (AUS)      | Scott Sunderland (AUS)  |
| 2009   | Daniel Ellis (AUS)       | Sam Webster (NZL)        | Matthew Archibald (NZL) |
| 2010   | Peter Lewis (AUS)        | Andrew Taylor (AUS)      | Edward Dawkins (NZL)    |
| 2011   | Sam Webster (NZL)        | Scott Sunderland (AUS)   | Mitchell Bullen (AUS)   |
| 2012   | Matthew Glaetzer (AUS)   | Peter Lewis (AUS)        | Sam Webster (NZL)       |
| 2013   | Matthew Glaetzer (AUS)   | Edward Dawkins (NZL)     | Matthew Archibald (NZL) |
| 2014   | Matthew Glaetzer (AUS)   | Edward Dawkins (NZL)     | Shane Perkins (AUS)     |
| 2015   | Matthew Glaetzer (AUS)   | Edward Dawkins (NZL)     | Patrick Constable (AUS) |
| 2016   | Sam Webster (NZL)        | Edward Dawkins (NZL)     | Matthew Glaetzer (AUS)  |
| 2017   | Sam Webster (NZL)        | Ethan Mitchell (NZL)     | Matthew Glaetzer (AUS)  |
| 2018   | Matthew Glaetzer (AUS)   | Nathan Hart (AUS)        | Jacob Schmid (AUS)      |
| 2019   | Sam Webster (NZL)        | Edward Dawkins (NZL)     | Jordan Castle (AUS)     |
| 2022   | Matthew Glaetzer (AUS)   | Matthew Richardson (AUS) | Sam Webster (NZL)       |
| 2023   | Matthew Richardson (AUS) | Leigh Hoffman (AUS)      | Matthew Glaetzer (AUS)  |
| 2024   | Matthew Richardson (AUS) | Leigh Hoffman (AUS)      | Ryan Elliott (AUS)      |
| 2025   | Leigh Hoffman (AUS)      | Daniel Barber (AUS)      | Thomas Cornish (AUS)    |

### Vitesse par équipes
| Année  | Vainqueur                                                                  | Deuxième                                                                     | Troisième                                                         |
| ------ | -------------------------------------------------------------------------- | ---------------------------------------------------------------------------- | ----------------------------------------------------------------- |
| 2001   | Australie Sean Eadie                                                       |                                                                              |                                                                   |
| 2003   | Australie                                                                  | Australie                                                                    | Australie                                                         |
| 2004-1 | Australie Ryan Bayley Paul Bayly Shane Kelly                               | Nouvelle-Zélande Nathan Seddon Daniel Beatson Gordon Westoby                 | Nouvelle-Zélande Richard Bowker Justin Grace Andrew Williams      |
| 2004-2 | Australie 1 Shane Kelly Ben Kersten Jason Niblett                          | Nouvelle-Zélande Daniel Beatson Dave Creswell Nathan Seddon                  | Australie 2 Paul Bayly Damien Keirl Kial Stewart                  |
| 2005   | Nouvelle-Zélande Adam Stewart John Rastrick Matthew Fox                    | Nouvelle-Zélande Andrew Williams Ricky Hair Ben Simpson                      |                                                                   |
| 2006   | Australie Shane Perkins Scott Sunderland Joel Leonard                      | Australie Mark French Daniel Ellis Jason Niblett                             | Nouvelle-Zélande Adam Stewart Nathan Seddon Neil Campbell         |
| 2007   | Australie 1 Daniel Ellis Shane Kelly Ryan Bayley                           | Nouvelle-Zélande Adam Stewart Matthew Fox Elijah May                         | Australie 2 Mark French Scott Sunderland Ben Kersten              |
| 2008   | Australie 1 Daniel Ellis Shane Perkins Scott Sunderland                    | Nouvelle-Zélande Edward Dawkins Matthew Fox Simon van Velthooven             | Australie 2 Alex Bird Gary Ryan Damian Wiseman                    |
| 2009   | Nouvelle-Zélande 1 Edward Dawkins Andrew Williams Simon van Velthooven     | Australie Daniel Ellis James Glasspool Joel Leonard                          | Nouvelle-Zélande 2 Ethan Mitchell Adam Stewart Sam Webster        |
| 2010   | Australie 1 Daniel Ellis Jason Niblett Scott Sunderland                    | Nouvelle-Zélande Edward Dawkins Ethan Mitchell Sam Webster                   | Australie 2 Alex Bird Matthew Glaetzer Peter Lewis                |
| 2011   | Nouvelle-Zélande Ethan Mitchell Simon van Velthooven Sam Webster           | Australie 1 Daniel Ellis Peter Lewis Jason Niblett                           | Australie 2 Alex Bird James Glasspool Andrew Taylor               |
| 2012   | Australie 1 Alex Bird Matthew Glaetzer Peter Lewis                         | Nouvelle-Zélande Matthew Archibald Edward Dawkins Ethan Mitchell             | Australie 2 Mitchell Bullen James Glasspool Nathan Hart           |
| 2013   | Nouvelle-Zélande Matthew Archibald Edward Dawkins Sam Webster              | Australie 1 Daniel Ellis Matthew Glaetzer Shane Perkins                      | Australie 2 Mitchell Bullen Nathan Hart Andrew Taylor             |
| 2014   | Nouvelle-Zélande Matthew Archibald Edward Dawkins Sam Webster              | Australie 1 Daniel Ellis Matthew Glaetzer Shane Perkins Jacob Schmid         | Australie 2 Jai Angsuthasawit Patrick Constable Alex Radzikiewicz |
| 2015   | Nouvelle-Zélande Edward Dawkins Sam Webster Ethan Mitchell                 | Australie Patrick Constable Matthew Glaetzer Jacob Schmid                    | Australie Braeden Dean Thomas Clarke Jai Angsuthasawit            |
| 2016   | Nouvelle-Zélande Ethan Mitchell Edward Dawkins Sam Webster                 | Australie 1 Braeden Dean Thomas Clarke Conor Rowley                          | Australie 2 John Cochrane David Koroknai Harrison Lodge           |
| 2017   | Nouvelle-Zélande 1 Ethan Mitchell Edward Dawkins Sam Webster               | Australie Patrick Constable Nathan Hart Jacob Schmid                         | Nouvelle-Zélande 2 Zac Williams Bradly Knipe Jordan Castle        |
| 2018   | Nouvelle-Zélande Ethan Mitchell Edward Dawkins Sam Webster                 | Australie Patrick Constable Nathan Hart Jacob Schmid                         | Nouvelle-Zélande Sam Dakin Callum Saunders Jackson Ogle           |
| 2019   | Nouvelle-Zélande 1 Ethan Mitchell Edward Dawkins Sam Webster               | Australie Matthew Richardson Nathan Hart Thomas Clarke                       | Nouvelle-Zélande 2 Sam Dakin Bradly Knipe Jordan Castle           |
| 2022   | Australie Thomas Cornish Matthew Richardson Matthew Glaetzer               | Nouvelle-Zélande Sam Dakin Bradly Knipe Patrick Clancy                       | Australie Dev 1 John Trovas Sam Gallagher James Brister           |
| 2023   | Australie Leigh Hoffman Nathan Hart Matthew Richardson                     | Velobike Dev Jaxson Russell Luke Blackwood Dylan Day                         | Australie Dev 1 Ryan Elliott Thomas Cornish James Brister         |
| 2024   | Australie 1- Daniel Barber - Byron Davies - Ryan Elliott                   | Te Awamutu Sports Cycling- Liam Cavanagh - Jaxson Russell - Patrick Clancy   | Australie 2- Finn Carpenter - Sam Gallacher - Maxwell Liebknecht  |
| 2025   | Australie A- Ryan Elliott - Thomas Cornish - Daniel Barber - Leigh Hoffman | Nouvelle-Zélande- Jaxson Russell - Kaio Lart - Luke Blackwood - Louis Vuleta | Australie B- Tayte Ryan - Maxwell Liebeknecht - Byron Davies      |

### Poursuite
| Année  | Vainqueur              | Deuxième                | Troisième                   |
| ------ | ---------------------- | ----------------------- | --------------------------- |
| 2003   | Mark Jamieson (AUS)    | Robert Wilson (AUS)     | Marc Ryan (NZL)             |
| 2004-1 | Mark Jamieson (AUS)    | Jason Allen (NZL)       | Scott Allen (NZL)           |
| 2004-2 | Matthew Haydock (NZL)  | Steven Sansonetti (AUS) | Cameron Wise (AUS)          |
| 2005   | Jason Allen (NZL)      | Marc Ryan (NZL)         | Tim Gudsell (NZL)           |
| 2006   | Phillip Thuaux (AUS)   | Mark Jamieson (AUS)     | Hayden Josefski (AUS)       |
| 2007   | Phillip Thuaux (AUS)   | Mark Jamieson (AUS)     | Marc Ryan (NZL)             |
| 2008   | Jack Bobridge (AUS)    | Mark Jamieson (AUS)     | Rohan Dennis (AUS)          |
| 2009   | Jesse Sergent (NZL)    | Peter Latham (NZL)      | Sam Bewley (NZL)            |
| 2010   | Michael Hepburn (AUS)  | Jack Bobridge (AUS)     | Mitchell Lovelock-Fay (AUS) |
| 2011   | Jesse Sergent (NZL)    | Peter Latham (NZL)      | Sam Bewley (NZL)            |
| 2012   | Alexander Morgan (AUS) | Caleb Ewan (AUS)        | Mitchell Mulhern (AUS)      |
| 2013   | Marc Ryan (NZL)        | Miles Scotson (AUS)     | Tirian McManus (AUS)        |
| 2014   | Daniel Fitter (AUS)    | Miles Scotson (AUS)     | Westley Gough (NZL)         |
| 2015   | Hayden Roulston (NZL)  | Rohan Wight (AUS)       | Alexander Morgan (AUS)      |
| 2016   | Dylan Kennett (NZL)    | Nick Kergozou (NZL)     | Kelland O'Brien (AUS)       |
| 2017   | Jordan Kerby (AUS)     | Jared Gray (NZL)        | Conor Leahy (AUS)           |
| 2018   | Conor Leahy (AUS)      | Lucas Plapp (AUS)       | Benjamin Harvey (AUS)       |
| 2019   | Conor Leahy (AUS)      | Jordan Kerby (NZL)      | Joshua Scott (NZL)          |
| 2022   | Aaron Gate (NZL)       | Conor Leahy (AUS)       | Jordan Kerby (NZL)          |
| 2023   | James Moriarty (AUS)   | Tom Sexton (NZL)        | Keegan Hornblow (NZL)       |
| 2024   | Aaron Gate (NZL)       | Marshall Erwood (NZL)   | John Carter (AUS)           |
| 2025   | Tom Sexton (NZL)       | Keegan Hornblow (NZL)   | James Moriarty (AUS)        |

### Poursuite par équipes
| Année  | Vainqueur                                                                           | Deuxième                                                                                         | Troisième                                                                                              |
| ------ | ----------------------------------------------------------------------------------- | ------------------------------------------------------------------------------------------------ | --- |
| 2003   | Australie Robert Wilson Bradley Norton Christopher Carr Richard England             | Nouvelle-Zélande Peter Latham Tim Gudsell Jason Allen Marc Ryan                                  | Australie Steve Fitzpatrick Peter Fitzpatrick Christopher Sutton Rodney McGee                          |
| 2004-1 | Nouvelle-Zélande Richard Bowker Anthony Chapman Jason Allen Dayle Cheatley          | Australie Mark Jamieson Richard England Paul Bayly Dean Windsor                                  | |
| 2004-2 | Nouvelle-Zélande Dayle Cheatley Joshua England Matthew Haydock Michael Northey      | Australie Steve Martin Stephen Rossendell Steven Sansonetti Cameron Wise                         | |
| 2005   | Nouvelle-Zélande Tim Gudsell Marc Ryan Jason Allen Peter Latham                     |                                                                                                  | |
| 2006   | Australie Phillip Thuaux Zac Dempster Hayden Josefski Stephen Rossendell            | Nouvelle-Zélande Neil Campbell Damian Wiseman Tim Bennett Ian Densie                             | |
| 2007   | Australie Mark Jamieson Cameron Meyer Travis Meyer Phillip Thuaux                   | Nouvelle-Zélande Tim Gudsell Sam Bewley Westley Gough Jesse Sergent                              | Nouvelle-Zélande Shane Archbold Marc Ryan Jason Allen Darren Shea                                      |
| 2008   | Australie Mark Jamieson Jack Bobridge Rohan Dennis Zakkari Dempster                 |                                                                                                  | |
| 2009   | Nouvelle-Zélande 1 Sam Bewley Westley Gough Peter Latham Marc Ryan                  | Nouvelle-Zélande 2 Jason Christie Aaron Gate Thomas Scully Myron Simpson                         | |
| 2010   | Australie 1 Jack Bobridge Michael Hepburn Leigh Howard Cameron Meyer                | Nouvelle-Zélande Aaron Gate Jason Allen Cameron Karwowski Myron Simpson                          | Australie 2 Edward Bissaker Jordan Kerby Mitchell Lovelock-Fay Mitchell Mulhern                        |
| 2011   | Nouvelle-Zélande 1 Sam Bewley Aaron Gate Marc Ryan Jesse Sergent                    | Australie Edward Bissaker Jackson Law Scott Law Peter Loft                                       | Nouvelle-Zélande 2 Westley Gough Cameron Karwowski Peter Latham Myron Simpson                          |
| 2012   | Australie 1 Luke Davison Alexander Morgan Mitchell Mulhern Miles Scotson            | Nouvelle-Zélande Pieter Bulling Scott Creighton Cameron Karwowski Dylan Kennett Hayden McCormick | Australie 2 Jack Cummings Trent Derecourt Jesse Kerrison Tirian McManus                                |
| 2013   | Nouvelle-Zélande Pieter Bulling Aaron Gate Dylan Kennett Marc Ryan                  | Australie Joshua Harrison Tirian McManus Miles Scotson Scott Sunderland                          | |
| 2014   | Australie 1 Daniel Fitter Tirian McManus Callum Scotson Sam Welsford                | Nouvelle-Zélande Pieter Bulling Aaron Gate Westley Gough Marc Ryan                               | Australie 2 Benjamin Harvey Jackson Law Scott Law Nicholas Yallouris                                   |
| 2015   | Nouvelle-Zélande Hayden Roulston Aaron Gate Luke Mudgway Nick Kergozou              | Australie Rohan Wight Alexander Morgan Alexander Porter James Robinson                           | |
| 2016   | Australie Kelland O'Brien Callum Scotson Alexander Porter Sam Welsford              | Nouvelle-Zélande Jared Gray Hugo Jones Tom Sexton Nick Kergozou                                  | Australie Joshua Harrison Alexander Morgan Cameron Scott Nicholas Yallouris                            |
| 2017   | Australie Leigh Howard Jordan Kerby Nicholas Yallouris Kelland O'Brien              | Nouvelle-Zélande Campbell Stewart Hugo Jones Nick Kergozou Harry Waine Jared Gray                | Australie Jarrad Drizners Joshua Harrison Braden O'Shea Conor Leahy Thomas Bolton                      |
| 2018   | Nouvelle-Zélande Tom Sexton Sam Dobbs Harry Waine Aaron Wyllie                      | Australie Ben Harvey Jensen Plowright Cooper Sayers Zack Gilmore                                 | Australie Blake Quick Matthew Rice Josh Duffy Luke Wight Stephen Hall                                  |
| 2019   | Australie Conor Leahy Godfrey Slattery Josh Duffy Lucas Plapp                       | Nouvelle-Zélande 1 Josh Scott Hugo Jones Kiaan Watts Jared Treymane                              | Nouvelle-Zélande 2 Bailey O'Donnell George Jackson Conor Shearing Harry Waine                          |
| 2022   | Australie 1 Graeme Frislie Conor Leahy James Moriarty Josh Duffy Oliver Bleddyn     | Nouvelle-Zélande Nick Kergozou Dan Bridgwater Tom Sexton Keegan Hornblow George Jackson          | Australie 2 Blake Agnoletto Liam Walsh Jordan Villani Devraj Singh Grewal                              |
| 2023   | Australie Blake Agnoletto Oliver Bleddyn Josh Duffy Conor Leahy                     | Nouvelle-Zélande Nick Kergozou Daniel Bridgwater Keegan Hornblow George Jackson                  | Australian Cycling Team Liam Walsh John Carter Graeme Frislie James Moriarty                           |
| 2024   | Nouvelle-Zélande- Daniel Bridgwater - Keegan Hornblow - George Jackson - Tom Sexton | Australie- John Carter - Graeme Frislie - Conor Leahy - Liam Walsh                               | Development 1- Kyle Aitken - Marshall Erwood - Nick Kergozou - Bailey O'Donnell                        |
| 2025   | Australie A- Cameron Scott - Declan Trezise - Liam Walsh - Oscar Gallagher          | Nouvelle-Zélande A- Kyle Aitken - Ben Oliver - Marshall Erwood - Mitchel Fitzsimons - Tom Sexton | Nouvelle-Zélande B- Magnus Jamieson - Lucas Bhimy - Daniel Morton - Keegan Hornblow - Campbell Stewart |

### Course aux points
|-
| Année  | Vainqueur               | Deuxième               | Troisième                |
| ------ | ----------------------- | ---------------------- | ------------------------ |
| 2003   | Darren Young (AUS)      | Brad Norton (AUS)      | Chris Sutton (AUS)       |
| 2004-1 | Richard Bowker (NZL)    | Anthony Chapman (NZL)  | Dayle Cheatley (NZL)     |
| 2004-2 | Ashley Hutchinson (AUS) | Darren Young (AUS)     | Stephen Rossendell (AUS) |
| 2005   | Tim Gudsell (NZL)       | Marc Ryan (NZL)        | Zac Dempster (AUS)       |
| 2006   | Greg Henderson (NZL)    | Zac Dempster (AUS)     | Hayden Josefski (AUS)    |
| 2007   | Cameron Meyer (AUS)     | Greg Henderson (NZL)   | Anthony Chapman (NZL)    |
| 2008   | Cameron Meyer (AUS)     | James Langedyk (AUS)   | Sean Finning (AUS)       |
| 2009   | Sam Bewley (NZL)        | Marc Ryan (NZL)        | Thomas Scully (NZL)      |
| 2010   | Jordan Kerby (AUS)      | Brent Nelson (AUS)     | Aaron Donnelly (AUS)     |
| 2011   | Thomas Scully (NZL)     | Aaron Gate (NZL)       | Sam Bewley (NZL)         |
| 2012   | Hayden McCormick (NZL)  | Jack Cummings (AUS)    | Mitchell Mulhern (AUS)   |
| 2013   | Thomas Scully (NZL)     | Miles Scotson (AUS)    | Pieter Bulling (NZL)     |
| 2014   | Aaron Gate (NZL)        | Tirian McManus (AUS)   | Daniel Fitter (AUS)      |
| 2015   | Aaron Gate (NZL)        | Hayden Roulston (NZL)  | Luke Mudgway (NZL)       |
| 2016   | Sam Welsford (AUS)      | Aaron Gate (NZL)       | Joshua Harrison (AUS)    |
| 2017   | Joshua Harrison (AUS)   | Campbell Stewart (NZL) | Kelland O'Brien (AUS)    |
| 2018   | Kelland O'Brien (AUS)   | Alexander Porter (AUS) | Aaron Wyllie (NZL)       |
| 2019   | Corbin Strong (NZL)     | Regan Gough (NZL)      | Joshua Harrison (AUS)    |
| 2022   | Aaron Gate (NZL)        | Tom Sexton (NZL)       | George Jackson (NZL)     |
| 2023   | George Jackson (NZL)    | Tom Sexton (NZL)       | Josh Duffy (AUS)         |
| 2024   | Aaron Gate (NZL)        | George Jackson (NZL)   | Keegan Hornblow (NZL)    |
| 2025   | Tom Sexton (NZL)        | Oliver Bleddyn (AUS)   | Keegan Hornblow (NZL)    |

### Scratch
| Année  | Vainqueur               | Deuxième                | Troisième                |
| ------ | ----------------------- | ----------------------- | ------------------------ |
| 2003   | Wade Cosgrove (AUS)     | Grant Irwin (AUS)       | Darren Young (AUS)       |
| 2004-1 | Richard Bowker (NZL)    | Dayle Cheatley (NZL)    | Mark Jamieson (AUS)      |
| 2004-2 | Ashley Hutchinson (AUS) | Dayle Cheatley (NZL)    | Darren Young (AUS)       |
| 2005   | Tim Gudsell (NZL)       | Peter Latham (NZL)      | Richard Bowker (NZL)     |
| 2006   | Greg Henderson (NZL)    | Zac Dempster (AUS)      | Hayden Josefski (AUS)    |
| 2007   | Glenn O'Shea (AUS)      | Greg Henderson (NZL)    | Cameron Meyer (AUS)      |
| 2008   | Jason Christie (NZL)    | Douglas Repacholi (AUS) | Christopher Sutton (AUS) |
| 2009   | Scott Law (AUS)         | Alex Carver (AUS)       | Shem Rodger (NZL)        |
| 2010   | Leigh Howard (AUS)      | Aaron Donnelly (AUS)    | Damien Howson (AUS)      |
| 2011   | Myron Simpson (NZL)     | Thomas Scully (NZL)     | Westley Gough (NZL)      |
| 2012   | Dylan Kennett (NZL)     | Pieter Bulling (NZL)    | Caleb Ewan (AUS)         |
| 2013   | Dylan Kennett (NZL)     | Shane Archbold (NZL)    | Thomas Scully (NZL)      |
| 2014   | Scott Law (AUS)         | Alexander Porter (AUS)  | Nicholas Yallouris (AUS) |
| 2015   | Luke Mudgway (NZL)      | Sam Welsford (AUS)      | Jackson Law (AUS)        |
| 2016   | Alexander Porter (AUS)  | Tirian McManus (AUS)    | Joshua Harrison (AUS)    |
| 2017   | Joshua Harrison (AUS)   | Jordan Kerby (AUS)      | Cameron Scott (AUS)      |
| 2018   | Sam Welsford (AUS)      | Leigh Howard (AUS)      | Cameron Scott (AUS)      |
| 2019   | Jordan Kerby (NZL)      | Kelland O'Brien (AUS)   | Joshua Harrison (AUS)    |
| 2022   | Aaron Gate (NZL)        | Blake Agnoletto (AUS)   | Josh Duffy (AUS)         |
| 2023   | Josh Duffy (AUS)        | George Jackson (NZL)    | Angus Miller (AUS)       |
| 2024   | Kelland O'Brien (AUS)   | George Jackson (NZL)    | Marshall Erwood (NZL)    |
| 2025   | Keegan Hornblow (NZL)   | Campbell Stewart (NZL)  | Nick Kergozou (NZL)      |

### Américaine
| Année  | Vainqueur                                             | Deuxième                                            | Troisième                                    |
| ------ | ----------------------------------------------------- | --------------------------------------------------- | -------------------------------------------- |
| 2004-1 | Australie Richard England Mark Jamieson               | Nouvelle-Zélande Logan Hutchings Craig Thomson      | Nouvelle-Zélande Dayle Cheatley Adam Curry   |
| 2007   | Nouvelle-Zélande 1 Hayden Roulston Greg Henderson     | Australie Travis Meyer Cameron Meyer                | Nouvelle-Zélande 2 Westley Gough Tim Gudsell |
| 2009   | Nouvelle-Zélande 1 Thomas Scully Jesse Sergent        | Australie Alex Carver Scott Law                     | Nouvelle-Zélande 2 Aaron Gate Myron Simpson  |
| 2010   | Australie 1 Leigh Howard Cameron Meyer                | Nouvelle-Zélande Aaron Gate Myron Simpson           | Australie 2 Mitch Bensen Alexander Edmondson |
| 2011   | Nouvelle-Zélande Jason Allen Thomas Scully            | Australie 1 Edward Bissaker Scott Law               | Australie 2 Jackson Law Peter Loft           |
| 2012   | Australie 1 Luke Davison Alexander Edmondson          | Australie 2 Jack Edwards Joshua Harrison            | Australie 3 Miles Scotson George Tansley     |
| 2013   | Australie Joshua Harrison Miles Scotson               | Nouvelle-Zélande 1 Shane Archbold Pieter Bulling    | Nouvelle-Zélande 2 Aaron Gate Marc Ryan      |
| 2014   | Australie 1 Scott Law Miles Scotson                   | Australie 2 Jackson Law Nicholas Yallouris          | Australie 3 Alex Rendell James Robinson      |
| 2015   | Nouvelle-Zélande Cameron Karwowski Nick Kergozou      | Australie Sam Welsford Jackson Law                  | Nouvelle-Zélande Tom Sexton Luke Mudgway     |
| 2016   | Australie 1 Kelland O'Brien Callum Scotson            | Australie 2 Cameron Scott Nicholas Yallouris        | Nouvelle-Zélande 1 Regan Gough Tom Sexton    |
| 2017   | Nouvelle-Zélande Campbell Stewart Tom Sexton          | Australie Kelland O'Brien Rohan Wight               | Australie Cooper Sayers Joshua Harrison      |
| 2018   | Australie Kelland O'Brien Alexander Porter            | Nouvelle-Zélande Aaron Wyllie Tom Sexton            | Australie Conor Leahy Godfrey Slattery       |
| 2019   | Australie Kelland O'Brien Sam Welsford                | Nouvelle-Zélande Campbell Stewart Tom Sexton        | Nouvelle-Zélande Regan Gough Jordan Kerby    |
| 2022   | Australie 3 Conor Leahy Josh Duffy                    | Nouvelle-Zélande 2 Tom Sexton Aaron Gate            | Australie 4 Blake Agnoletto Oliver Bleddyn   |
| 2023   | Bolton Equities Black Spoke Tom Sexton George Jackson | Australian Cycling Team 2 Graeme Frislie Liam Walsh | Copelands Keegan Hornblow Daniel Bridgwater  |
| 2024   | Nouvelle-Zélande- Aaron Gate - Tom Sexton             | Burgos- George Jackson - Bailey O'Donnell           | Couplands- Joe Douglas - Keegan Hornblow     |
| 2025   | Nouvelle-Zélande- Tom Sexton - Campbell Stewart       | Australie- Oliver Bleddyn - Blake Agnoletto         | Australie- Liam Walsh - Declan Trezise       |

### Omnium
| Année | Vainqueur              | Deuxième               | Troisième               |
| ----- | ---------------------- | ---------------------- | ----------------------- |
| 2010  | Shane Archbold (NZL)   | Myron Simpson (NZL)    | Aaron Gate (NZL)        |
| 2011  | Shane Archbold (NZL)   | Westley Gough (NZL)    | Jason Allen (NZL)       |
| 2012  | Luke Davison (AUS)     | Pieter Bulling (NZL)   | Cameron Karwowski (NZL) |
| 2013  | Luke Davison (AUS)     | Aaron Gate (NZL)       | Dylan Kennett (NZL)     |
| 2014  | Scott Law (AUS)        | Jackson Law (AUS)      | Aaron Gate (NZL)        |
| 2015  | Sam Welsford (AUS)     | Aaron Gate (NZL)       | Nick Kergozou (NZL)     |
| 2016  | Aaron Gate (NZL)       | Regan Gough (NZL)      | Sam Welsford (AUS)      |
| 2017  | Joshua Harrison (AUS)  | Leigh Howard (AUS)     | Benjamin Harvey (AUS)   |
| 2018  | Sam Welsford (AUS)     | Kelland O'Brien (AUS)  | Campbell Stewart (NZL)  |
| 2019  | Sam Welsford (AUS)     | Campbell Stewart (NZL) | Regan Gough (NZL)       |
| 2022  | Aaron Gate (NZL)       | George Jackson (NZL)   | Graeme Frislie (AUS)    |
| 2023  | John Carter (AUS)      | Tom Sexton (NZL)       | Conor Leahy (AUS)       |
| 2024  | Aaron Gate (NZL)       | Graeme Frislie (AUS)   | Marshall Erwood (NZL)   |
| 2025  | Campbell Stewart (NZL) | Tom Sexton (NZL)       | Oliver Bleddyn (AUS)    |

### Course à l'élimination
| Année | Vainqueur               | Deuxième              | Troisième             |
| ----- | ----------------------- | --------------------- | --------------------- |
| 2022  | Graeme Frislie (AUS)    | George Jackson (NZL)  | Liam Walsh (AUS)      |
| 2023  | Daniel Bridgwater (NZL) | Tom Sexton (NZL)      | Josh Duffy (AUS)      |
| 2024  | Aaron Gate (NZL)        | Graeme Frislie (AUS)  | Joel Douglas (NZL)    |
| 2025  | Blake Agnoletto (AUS)   | Marshall Erwood (NZL) | Keegan Hornblow (NZL) |

## Palmarès féminin

### 500 mètres
| Année  | Vainqueur               | Deuxième                 | Troisième                |
| ------ | ----------------------- | ------------------------ | ------------------------ |
| 2003   | Anna Meares (AUS)       | Kerrie Meares (AUS)      | Elisabeth Williams (NZL) |
| 2004-1 | Kerrie Meares (AUS)     | Katri Läike (NZL)        | Alexandra Bright (AUS)   |
| 2004-2 | Kerrie Meares (AUS)     | Elisabeth Williams (NZL) | Katri Läike (NZL)        |
| 2005   | Anna Meares (AUS)       | Kerrie Meares (AUS)      | Elisabeth Williams (NZL) |
| 2006   | Kristine Bayley (AUS)   | Kerrie Meares (AUS)      | Kaarle McCulloch (AUS)   |
| 2007   | Kaarle McCulloch (AUS)  | Jocelyn Rastrick (NZL)   | Natasha Hansen (NZL)     |
| 2008   | Kaarle McCulloch (AUS)  | Kerrie Meares (AUS)      | Emily Rosemond (AUS)     |
| 2009   | Annette Edmondson (AUS) | Emily Rosemond (AUS)     | Stephanie Morton (AUS)   |
| 2010   | Kaarle McCulloch (AUS)  | Stephanie Morton (AUS)   | Cassandra Kell (AUS)     |
| 2011   | Natasha Hansen (NZL)    | Rikki Belder (AUS)       | Katie Schofield (NZL)    |
| 2012   | Kaarle McCulloch (AUS)  | Katie Schofield (NZL)    | Stephanie Mckenzie (NZL) |
| 2013   | Anna Meares (AUS)       | Katie Schofield (NZL)    | Catherine Culvenor (AUS) |
| 2014   | Katie Schofield (NZL)   | Stephanie Mckenzie (NZL) | Rikki Belder (AUS)       |
| 2015   | Kaarle McCulloch (AUS)  | Natasha Hansen (NZL)     | Katie Schofield (NZL)    |
| 2016   | Kaarle McCulloch (AUS)  | Emma Cumming (NZL)       | Breanna Hargrave (AUS)   |
| 2017   | Kaarle McCulloch (AUS)  | Olivia Podmore (NZL)     | Breanna Hargrave (AUS)   |
| 2018   | Kaarle McCulloch (AUS)  | Emma Cumming (NZL)       | Olivia Podmore (NZL)     |
| 2019   | Olivia Podmore (NZL)    | Ellesse Andrews (NZL)    | Shaane Fulton (NZL)      |
| 2022   | Kristina Clonan (AUS)   | Rebecca Petch (NZL)      | Breanna Hargrave (AUS)   |
| 2023   | Kristina Clonan (AUS)   | Rebecca Petch (NZL)      | Olivia King (NZL)        |
| 2024   | Kristina Clonan (AUS)   | Shaane Fulton (NZL)      | Alessia McCaig (AUS)     |

### Kilomètre
| Année | Vainqueur             | Deuxième            | Troisième            |
| ----- | --------------------- | ------------------- | -------------------- |
| 2025  | Ellesse Andrews (NZL) | Shaane Fulton (NZL) | Claudia Marcks (AUS) |

### Keirin
| Année  | Vainqueur              | Deuxième                   | Troisième                |
| ------ | ---------------------- | -------------------------- | ------------------------ |
| 2003   | Anna Meares (AUS)      | Rochelle Gilmore (AUS)     | Kerrie Meares (AUS)      |
| 2004-1 | Kerrie Meares (AUS)    | Rosealee Hubbard (AUS)     | Katri Läike (NZL)        |
| 2004-2 | Kerrie Meares (AUS)    | Katri Läike (NZL)          | Belinda Goss (NZL)       |
| 2005   | Kerrie Meares (AUS)    | Fiona Carswell (NZL)       | Elisabeth Williams (NZL) |
| 2006   | Kerrie Meares (AUS)    | Chloe MacPherson (AUS)     | Kristine Bayley (AUS)    |
| 2007   | Kaarle McCulloch (AUS) | Elizabeth Georgouras (AUS) | Annette Edmondson (AUS)  |
| 2008   | Natasha Hansen (NZL)   | Kaarle McCulloch (AUS)     | Emily Rosemond (AUS)     |
| 2009   | Emily Rosemond (AUS)   | Stephanie Morton (AUS)     | Annette Edmondson (AUS)  |
| 2010   | Anna Meares (AUS)      | Emily Rosemond (AUS)       | Natasha Hansen (NZL)     |
| 2011   | Natasha Hansen (NZL)   | Stephanie Morton (AUS)     | Cassandra Kell (AUS)     |
| 2012   | Stephanie Morton (AUS) | Kaarle McCulloch (AUS)     | Stephanie Mckenzie (NZL) |
| 2013   | Anna Meares (AUS)      | Taylah Jennings (AUS)      | Stephanie Morton (AUS)   |
| 2014   | Stephanie Morton (AUS) | Anna Meares (AUS)          | Rikki Belder (AUS)       |
| 2015   | Stephanie Morton (AUS) | Natasha Hansen (NZL)       | Anna Meares (AUS)        |
| 2016   | Holly Takos (AUS)      | Stephanie Morton (AUS)     | Emma Cumming (NZL)       |
| 2017   | Stephanie Morton (AUS) | Natasha Hansen (NZL)       | Kaarle McCulloch (AUS)   |
| 2018   | Stephanie Morton (AUS) | Olivia Podmore (NZL)       | Natasha Hansen (NZL)     |
| 2019   | Ellesse Andrews (NZL)  | Olivia Podmore (NZL)       | Natasha Hansen (NZL)     |
| 2022   | Ellesse Andrews (NZL)  | Kristina Clonan (AUS)      | Kalinda Robinson (AUS)   |
| 2023   | Kristina Clonan (AUS)  | Ellesse Andrews (NZL)      | Selina Ho (AUS)          |
| 2024   | Kristina Clonan (AUS)  | Alessia McCaig (AUS)       | Deneaka Blinco (AUS)     |
| 2025   | Ellesse Andrews (NZL)  | Olivia King (NZL)          | Shaane Fulton (NZL)      |

### Vitesse
| Année  | Vainqueur              | Deuxième                 | Troisième                |
| ------ | ---------------------- | ------------------------ | ------------------------ |
| 2003   | Kerrie Meares (AUS)    | Rosealee Hubbard (AUS)   | Anna Meares (AUS)        |
| 2004-1 | Anna Meares (AUS)      | Rosealee Hubbard (AUS)   | Katri Läike (NZL)        |
| 2004-2 | Kerrie Meares (AUS)    | Katri Läike (NZL)        | Elisabeth Williams (NZL) |
| 2005   | Anna Meares (AUS)      | Elisabeth Williams (NZL) | Kerrie Meares (AUS)      |
| 2006   | Kerrie Meares (AUS)    | Kristine Bayley (AUS)    | Kaarle McCulloch (AUS)   |
| 2007   | Anna Meares (AUS)      | Kerrie Meares (AUS)      | Kaarle McCulloch (AUS)   |
| 2008   | Kerrie Meares (AUS)    | Kaarle McCulloch (AUS)   | Natasha Hansen (NZL)     |
| 2009   | Emily Rosemond (AUS)   | Stephanie Morton (AUS)   | Annette Edmondson (AUS)  |
| 2010   | Anna Meares (AUS)      | Kaarle McCulloch (AUS)   | Emily Rosemond (AUS)     |
| 2011   | Stephanie Morton (AUS) | Natasha Hansen (NZL)     | Cassandra Kell (AUS)     |
| 2012   | Kaarle McCulloch (AUS) | Stephanie Morton (AUS)   | Stephanie Mckenzie (NZL) |
| 2013   | Anna Meares (AUS)      | Stephanie Morton (AUS)   | Kaarle McCulloch (AUS)   |
| 2014   | Stephanie Morton (AUS) | Anna Meares (AUS)        | Kaarle McCulloch (AUS)   |
| 2015   | Kaarle McCulloch (AUS) | Stephanie Morton (AUS)   | Natasha Hansen (NZL)     |
| 2016   | Kaarle McCulloch (AUS) | Courtney Field (AUS)     | Stephanie Morton (AUS)   |
| 2017   | Stephanie Morton (AUS) | Kaarle McCulloch (AUS)   | Natasha Hansen (NZL)     |
| 2018   | Stephanie Morton (AUS) | Natasha Hansen (NZL)     | Kaarle McCulloch (AUS)   |
| 2019   | Stephanie Morton (AUS) | Olivia Podmore (NZL)     | Kaarle McCulloch (AUS)   |
| 2022   | Ellesse Andrews (NZL)  | Kristina Clonan (AUS)    | Breanna Hargrave (AUS)   |
| 2023   | Ellesse Andrews (NZL)  | Kristina Clonan (AUS)    | Breanna Hargrave (AUS)   |
| 2024   | Kristina Clonan (AUS)  | Shaane Fulton (NZL)      | Alessia McCaig (AUS)     |
| 2025   | Ellesse Andrews (NZL)  | Alessia McCaig (AUS)     | Shaane Fulton (NZL)      |

### Vitesse par équipes
| Année     | Vainqueur                                                       | Deuxième                                                          | Troisième                                                         |
| --------- | --------------------------------------------------------------- | ----------------------------------------------------------------- | ----------------------------------------------------------------- |
| 2003      | Australie Anna Meares Kerrie Meares Alexandra Bright            | Australie Rebecca Ellis Elizabeth Georgouras Rebecca Borgo        | Australie Leeanne Manderson Kerry Cohen Kristine Bayley           |
| 2004-2006 | Pas de compétition                                              | Pas de compétition                                                | Pas de compétition                                                |
| 2007      | Australie Kaarle McCulloch Kerrie Meares                        | Nouvelle-Zélande Natasha Hansen Jocelyn Rastrick                  |                                                                   |
| 2008      | Australie 1 Kaarle McCulloch Kerrie Meares                      | Nouvelle-Zélande Natasha Hansen Jocelyn Rastrick                  | Australie 2 Annette Edmondson Emily Rosemond                      |
| 2009      | Australie 1 Annette Edmondson Emily Rosemond                    | Nouvelle-Zélande Stephanie Mckenzie Henrietta Mitchell            | Australie 2 Madison Law Stephanie Morton                          |
| 2010      | Australie 1 Kaarle McCulloch Emily Rosemond                     | Nouvelle-Zélande Natasha Hansen Henrietta Mitchell                | Australie 2 Stephanie Mckenzie Stephanie Morton                   |
| 2011      | Nouvelle-Zélande Natasha Hansen Katie Schofield                 | Australie 1 Rikki Belder Tennille Falappi                         | Australie 2 Cassandra Kell Madison Law                            |
| 2012      | Nouvelle-Zélande Natasha Hansen Katie Schofield                 | Australie 1 Rikki Belder Stephanie Morton                         | Australie 2 Stefanie Fernandez-Preiska Cassandra Kell             |
| 2013      | Australie 1 Kaarle McCulloch Stephanie Morton                   | Nouvelle-Zélande Stephanie Mckenzie Katie Schofield               | Australie 2 Catherine Culvenor Taylah Jennings                    |
| 2014      | Australie 1 Kaarle McCulloch Stephanie Morton                   | Nouvelle-Zélande Stephanie Mckenzie Katie Schofield               | Australie 2 Catherine Culvenor Caitlin Ward                       |
| 2015      | Australie Anna Meares Kaarle McCulloch                          | Nouvelle-Zélande Katie Schofield Natasha Hansen                   | Australie Catherine Culvenor Stefanie Fernandez-Preiska           |
| 2016      | Australie Rikki Belder Courtney Field                           | Nouvelle-Zélande 1 Emma Cumming Racquel Sheath                    | Nouvelle-Zélande 2 Jaymie King Tess Young                         |
| 2017      | Australie Kaarle McCulloch Stephanie Morton                     | Nouvelle-Zélande Emma Cumming Olivia Podmore                      | Australie Holly Takos Caitlin Ward                                |
| 2018      | Australie Kaarle McCulloch Stephanie Morton                     | Nouvelle-Zélande Emma Cumming Olivia Podmore                      | Australie Holly Takos Caitlin Ward                                |
| 2019      | Australie Kaarle McCulloch Stephanie Morton                     | Nouvelle-Zélande Ellesse Andrews Olivia Podmore                   | Australie Alana Field Lara Tucker                                 |
| 2022      | Nouvelle-Zélande Ellesse Andrews Olivia King Rebecca Petch      | Australie Breanna Hargrave Kristina Clonan Alessia McCaig         | Australie Dev 1 Kalinda Robinson Jacqui Mengler-Mohr Molly McGill |
| 2023      | Australie Kristina Clonan Alessia McCaig Molly McGill           | Nouvelle-Zélande Rebecca Petch Ellesse Andrews Olivia King        | Australie Dev 1 Sophie Watts Breanna Hargrave Kalinda Robinson    |
| 2024      | Australie 1- Alessia McCaig - Molly McGill - Kalinda Robinson   | Nouvelle-Zélande- Sophie De Vries - Shaane Fulton - Rebecca Petch | Disqualifié                                                       |
| 2025      | Nouvelle-Zélande- Olivia King - Shaane Fulton - Ellesse Andrews | Australie A- Kristine Perkins - Alessia McCaig - Sophie Watts     | Australie C- Kalinda Robinson - Emma Stevens - Lauren Perry       |

### Poursuite
| Année  | Vainqueur               | Deuxième               | Troisième               |
| ------ | ----------------------- | ---------------------- | ----------------------- |
| 2003   | Katie Mactier (AUS)     | Amy Safe (AUS)         | Louise Yaxley (AUS)     |
| 2004-1 | Dale Tye (NZL)          | Annalisa Farrell (NZL) | Brei Gudsell (NZL)      |
| 2004-2 | Katie Mactier (AUS)     | Dale Tye (NZL)         | Elizabeth Young (AUS)   |
| 2005   | Paddy Walker (NZL)      | Alison Shanks (NZL)    | Melissa Holt (NZL)      |
| 2006   | Katie Mactier (AUS)     | Alison Shanks (NZL)    | Amanda Spratt (AUS)     |
| 2007   | Alison Shanks (NZL)     | Dale Tye (NZL)         | Josie Giddens (NZL)     |
| 2008   | Josephine Tomic (AUS)   | Tess Downing (AUS)     | Sarah Kent (AUS)        |
| 2009   | Alison Shanks (NZL)     | Lauren Ellis (NZL)     | Rushlee Buchanan (AUS)  |
| 2010   | Jaime Nielsen (NZL)     | Kaytee Boyd (NZL)      | Rebecca Werner (AUS)    |
| 2011   | Alison Shanks (NZL)     | Jaime Nielsen (NZL)    | Lauren Ellis (NZL)      |
| 2012   | Ashlee Ankudinoff (AUS) | Rebecca Wiasak (AUS)   | Georgia Williams (NZL)  |
| 2013   | Lauren Ellis (NZL)      | Jaime Nielsen (NZL)    | Georgia Williams (NZL)  |
| 2014   | Annette Edmondson (AUS) | Rebecca Wiasak (AUS)   | Jaime Nielsen (NZL)     |
| 2015   | Georgia Baker (AUS)     | Macey Stewart (AUS)    | Hannah Van Kampen (NZL) |
| 2016   | Ashlee Ankudinoff (AUS) | Jaime Nielsen (NZL)    | Kirstie James (NZL)     |
| 2017   | Kirstie James (NZL)     | Bryony Botha (NZL)     | Kristina Clonan (AUS)   |
| 2018   | Ellesse Andrews (NZL)   | Maeve Plouffe (AUS)    | Nicole Shields (NZL)    |
| 2019   | Kirstie James (NZL)     | Maeve Plouffe (AUS)    | Lauren Ellis (NZL)      |
| 2022   | Bryony Botha (NZL)      | Sophie Edwards (AUS)   | Alyssa Polities (AUS)   |
| 2023   | Bryony Botha (NZL)      | Emily Shearman (NZL)   | Claudia Marcks (AUS)    |
| 2024   | Bryony Botha (NZL)      | Emily Shearman (NZL)   | Nicole Shields (NZL)    |
| 2025   | Bryony Botha (NZL)      | Emily Shearman (NZL)   | Samantha Donnelly (NZL) |

### Poursuite par équipes
| Année | Vainqueur                                                                                                | Deuxième                                                                                  | Troisième                                                                                   |
| ----- | --- | ----------------------------------------------------------------------------------------- | ------------------------------------------------------------------------------------------- |
| 2008  | Australie Ashlee Ankudinoff Sarah Kent Josephine Tomic                                                   | Nouvelle-Zélande Sequoia Cooper Penny Day Lauren Ellis                                    | Nouvelle-Zélande Rushlee Buchanan Josie Giddens Emma Petersen                               |
| 2009  | Nouvelle-Zélande Kaytee Boyd Lauren Ellis Rushlee Buchanan                                               | Nouvelle-Zélande Kaytee Boyd Gemma Dudley Joanne Kiesanowski                              |                                                                                             |
| 2010  | Australie 1 Katherine Bates Sarah Kent Josephine Tomic                                                   | Nouvelle-Zélande Kaytee Boyd Lauren Ellis Jaime Nielsen                                   | Australie 2 Georgia Baker Jessica Mundy Allison Rice                                        |
| 2011  | Nouvelle-Zélande 1 Lauren Ellis Jaime Nielsen Alison Shanks                                              | Australie Ashlee Ankudinoff Katherine Bates Amy Cure                                      | Nouvelle-Zélande 2 Kaytee Boyd Rushlee Buchanan Gemma Dudley                                |
| 2012  | Australie 1 Ashlee Ankudinoff Annette Edmondson Isabella King                                            | Nouvelle-Zélande Sequoia Cooper Gemma Dudley Alysha Keith Georgia Williams                | Australie 2 Lauren Perry Kelsey Robson Josie Talbot Elissa Wundersitz                       |
| 2013  | Nouvelle-Zélande 1 Rushlee Buchanan Lauren Ellis Jaime Nielsen Georgia Williams                          | Australie Georgia Baker Annette Edmondson Kelsey Robson Elissa Wundersitz                 | Nouvelle-Zélande 2 Sequoia Cooper Laura Fairweather Gabrielle Vermunt Kylie Young           |
| 2014  | Nouvelle-Zélande Racquel Sheath Lauren Ellis Jaime Nielsen Georgia Williams                              | Australie 1 Ashlee Ankudinoff Georgia Baker Lauren Perry Elissa Wundersitz Rebecca Wiasak | Australie 2 Emily McRedmond Alexandria Nicholls Allison Rice Kimberley Wells                |
| 2015  | Nouvelle-Zélande Holly Edmondston Kirstie James Alysha Keith Elizabeth Steel Philippa Sutton             | Australie Macey Stewart Georgia Baker Elissa Wundersitz Lauren Perry                      | Australie Emily Shearman Libby Arbuckle Holly Blakely Ellesse Andrews Nicole Shields        |
| 2016  | Australie Ashlee Ankudinoff Amy Cure Annette Edmondson Alexandra Manly                                   | Nouvelle-Zélande Bryony Botha Kirstie James Alysha Keith Nina Wollaston                   |                                                                                             |
| 2017  | Nouvelle-Zélande Bryony Botha Rushlee Buchanan Racquel Sheath Michaela Drummond Kirstie James            | Australie 1 Lauren Perry Josie Talbot Nicole McDonald Macey Stewart Kristina Clonan       | Australie 2 Breanna Hargrave Danielle McKinnirey Chloe Moran Maeve Plouffe                  |
| 2018  | Australie Ashlee Ankudinoff Kristina Clonan Macey Stewart Georgia Baker                                  | Nouvelle-Zélande Ellesse Andrews Nicole Shields Emily Shearman Jessie Hodges              | Australie Josie Talbot Maeve Plouffe Sam De Riter Breanna Hargrave Alexandra Martin-Wallace |
| 2019  | Nouvelle-Zélande Nicole Shields Emily Shearman Jessie Hodges Kirstie James                               | Australie 1 Maeve Plouffe Samantha De Ritter Sophie Edwards Alexandra Martin-Wallace      | Australie 2 Josie Talbot Lauren Perry Nicole McDonald Ruby Roseman-Gannon                   |
| 2022  | Nouvelle-Zélande Prudence Fowler Bryony Botha Ally Wollaston Ella Wyllie                                 | Australie Sophie Edwards Alexandra Martin-Wallace Alyssa Polities Amber Pate              | -                                                                                           |
| 2023  | Australie Claudia Marcks Alli Anderson Sophie Edwards Chloe Moran                                        | Nouvelle-Zélande Sami Donnelly Pru Fowler Jessie Hodges Rylee McMullen                    | Australie Dev 1 Sophie Marr Lucinda Stewart Isla Carr Nicola MacDonald                      |
| 2024  | Nouvelle-Zélande- Bryony Botha - Michaela Drummond - Emily Shearman - Ally Wollaston                     | Australie- Sally Carter - Claudia Marckx - Sophie Marr - Keira Will                       | Captain Marvel- Hannah Bayard - Belle Judd - Georgia Simpson - Bee Townsend                 |
| 2025  | Nouvelle-Zélande A- Emily Shearman - Samantha Donnelly - Prudence Fowler - Rylee McMullen - Bryony Botha | Australie A- Claudia Marcks - Nicole Duncan - Alli Anderson - Sally Carter - Keira Will   | Australie B- Odette Lynch - Summer Nordmeyer - Lilyth Jones - Isla Carr                     |

### Course aux points
| Année  | Vainqueur                | Deuxième                 | Troisième               |
| ------ | ------------------------ | ------------------------ | ----------------------- |
| 2003   | Rochelle Gilmore (AUS)   | Louise Yaxley (AUS)      | Kerry Cohen (AUS)       |
| 2004-1 | Catherine Sell (NZL)     | Jade Gilbertson (NZL)    | Brei Gudsell (NZL)      |
| 2004-2 | Belinda Goss (AUS)       |                          |                         |
| 2005   | Rochelle Gilmore (AUS)   | Catherine Sell (NZL)     | Marina Duvnjak (NZL)    |
| 2006   | Pas de compétition       | Pas de compétition       | Pas de compétition      |
| 2007   | Skye-Lee Armstrong (AUS) | Joanne Kiesanowski (NZL) | Laura McCaughey (AUS)   |
| 2008   | Ashlee Ankudinoff (AUS)  | Tess Downing (AUS)       | Belinda Goss (AUS)      |
| 2009   | Joanne Kiesanowski (NZL) | Gemma Dudley (NZL)       | Kaytee Boyd (NZL)       |
| 2010   | Megan Dunn (AUS)         | Sarah Kent (AUS)         | Melissa Hoskins (AUS)   |
| 2011   | Rushlee Buchanan (NZL)   | Lauren Ellis (NZL)       | Gemma Dudley (NZL)      |
| 2012   | Ashlee Ankudinoff (AUS)  | Alysha Keith (NZL)       | Georgia Williams (NZL)  |
| 2013   | Annette Edmondson (AUS)  | Sophie Williamson (AUS)  | Lauren Ellis (NZL)      |
| 2014   | Lauren Ellis (NZL)       | Allison Rice (AUS)       | Georgia Williams (NZL)  |
| 2015   | Macey Stewart (AUS)      | Georgia Baker (AUS)      | Alysha Keith (NZL)      |
| 2016   | Georgia Baker (AUS)      | Amy Cure (AUS)           | Racquel Sheath (NZL)    |
| 2017   | Kirstie James (NZL)      | Kristina Clonan (AUS)    | Chloe Moran (AUS)       |
| 2018   | Ashlee Ankudinoff (AUS)  | Georgia Baker (AUS)      | Jessie Hodges (NZL)     |
| 2019   | Amy Cure (AUS)           | Jessie Hodges (NZL)      | Maeve Plouffe (AUS)     |
| 2022   | Chloe Moran (AUS)        | Bryony Botha (NZL)       | Prudence Fowler (NZL)   |
| 2023   | Chloe Moran (AUS)        | Bryony Botha (NZL)       | Rylee McMullen (NZL)    |
| 2024   | Ally Wollaston (NZL)     | Michaela Drummond (NZL)  | Emily Shearman (NZL)    |
| 2025   | Rylee McMullen (NZL)     | Bryony Botha (NZL)       | Samantha Donnelly (NZL) |

### Scratch
| Année  | Vainqueur                  | Deuxième                 | Troisième                      |
| ------ | -------------------------- | ------------------------ | ------------------------------ |
| 2003   | Rochelle Gilmore (AUS)     | Belinda Goss (AUS)       | Katrina Purcell (AUS)          |
| 2004-1 | Belinda Goss (AUS)         | Joanne Kiesanowski (NZL) | Jessica Berry (AUS)            |
| 2004-2 | Belinda Goss (AUS)         | Jessica Berry (AUS)      | Tess Downing (AUS)             |
| 2005   | Catherine Sell (NZL)       | Fiona Carswell (NZL)     | Marina Duvnjak (NZL)           |
| 2006   | Pas de compétition         | Pas de compétition       | Pas de compétition             |
| 2007   | Elizabeth Georgouras (AUS) | Elisabeth Williams (NZL) | Skye-Lee Armstrong (AUS)       |
| 2008   | Laura McCaughey (AUS)      | Malindi MacLean (NZL)    | Belinda Goss (AUS)             |
| 2009   | Joanne Kiesanowski (NZL)   | Lauren Ellis (NZL)       | Rosy McCall (NZL)              |
| 2010   | Katherine Bates (AUS)      | Megan Dunn (AUS)         | Annette Edmondson (AUS)        |
| 2011   | Ashlee Ankudinoff (AUS)    | Joanne Kiesanowski (NZL) | Katherine Bates (AUS)          |
| 2013   | Rushlee Buchanan (NZL)     | Elissa Wundersitz (AUS)  | Jaime Nielsen (NZL)            |
| 2014   | Ashlee Ankudinoff (AUS)    | Kimberley Wells (AUS)    | Rebecca Wiasak (AUS)           |
| 2015   | Lauren Perry (AUS)         | Sophie Williamson (NZL)  | Alysha Keith (NZL)             |
| 2016   | Michaela Drummond (NZL)    | Amy Cure (AUS)           | Alysha Keith (NZL)             |
| 2017   | Bryony Botha (NZL)         | Breanna Hargrave (AUS)   | Josie Talbot (AUS)             |
| 2018   | Ashlee Ankudinoff (AUS)    | Annette Edmondson (AUS)  | Georgia Baker (AUS)            |
| 2019   | Maeve Plouffe (AUS)        | Rushlee Buchanan (NZL)   | Rylee McMullen (NZL)           |
| 2022   | Ally Wollaston (NZL)       | Chloe Moran (AUS)        | Ella Wyllie (NZL)              |
| 2023   | Chloe Moran (AUS)          | Lucinda Stewart (AUS)    | Alexandra Martin-Wallace (AUS) |
| 2024   | Ally Wollaston (NZL)       | Emily Shearman (NZL)     | Sally Carter (AUS)             |
| 2025   | Mckenzie Milne (NZL)       | Lucy Reeve (NZL)         | Samantha Donnelly (NZL)        |

### Américaine
| Année | Vainqueur                                             | Deuxième                                          | Troisième                                           |
| ----- | ----------------------------------------------------- | ------------------------------------------------- | --------------------------------------------------- |
| 2016  | Australie Amy Cure Annette Edmondson                  | Nouvelle-Zélande Michaela Drummond Racquel Sheath | Australie Ashlee Ankudinoff Josie Talbot            |
| 2017  | Australie Kristina Clonan Macey Stewart               | Australie Breanna Hargrave Maeve Plouffe          | Nouvelle-Zélande Rushlee Buchanan Racquel Sheath    |
| 2018  | Australie Georgia Baker Macey Stewart                 | Australie Ashlee Ankudinoff Annette Edmondson     | Nouvelle-Zélande Rushlee Buchanan Michaela Drummond |
| 2019  | Australie Amy Cure Alexandra Manly                    | Nouvelle-Zélande Michaela Drummond Jessie Hodges  | Australie Alexandra Martin-Wallace Maeve Plouffe    |
| 2022  | Nouvelle-Zélande 2 Bryony Botha Ally Wollaston        | Australie 1 Sophie Edwards Chloe Moran            | Australie 2 Alexandra Martin-Wallace Amber Pate     |
| 2023  | Nouvelle-Zélande Bryony Botha Sami Donnelly           | NZ Composite 2 Rylee McMullen Emily Shearman      | Australie Sophie Marr Chloe Moran                   |
| 2024  | NZ Champions League- Bryony Botha - Michaela Drummond | Velobike- Samantha Donnelly - Ally Wollaston      | Australie- Claudia Marckx - Keira Will              |
| 2025  | Nouvelle-Zélande- Bryony Botha - Samantha Donnelly    | Nouvelle-Zélande- Rylee McMullen - Emily Shearman | Australie- Sophie Edwards - Alli Anderson           |

### Omnium
| Année | Vainqueur               | Deuxième                | Troisième               |
| ----- | ----------------------- | ----------------------- | ----------------------- |
| 2008  | Ashlee Ankudinoff (AUS) | Laura McCaughey (AUS)   | Malindi MacLean (NZL)   |
| 2010  | Melissa Hoskins (AUS)   | Isabella King (AUS)     | Sarah Kent (AUS)        |
| 2011  | Ashlee Ankudinoff (AUS) | Amy Cure (AUS)          | Katherine Bates (AUS)   |
| 2012  | Annette Edmondson (AUS) | Isabella King (AUS)     | Sequoia Cooper (NZL)    |
| 2013  | Annette Edmondson (AUS) | Jaime Nielsen (NZL)     | Lauren Ellis (NZL)      |
| 2014  | Annette Edmondson (AUS) | Racquel Sheath (NZL)    | Elissa Wundersitz (AUS) |
| 2015  | Georgia Baker (AUS)     | Sophie Williamson (NZL) | Elissa Wundersitz (AUS) |
| 2016  | Amy Cure (AUS)          | Racquel Sheath (NZL)    | Holly Edmondston (AUS)  |
| 2017  | Racquel Sheath (NZL)    | Rushlee Buchanan (NZL)  | Michaela Drummond (NZL) |
| 2018  | Georgia Baker (AUS)     | Annette Edmondson (AUS) | Ashlee Ankudinoff (AUS) |
| 2019  | Amy Cure (AUS)          | Michaela Drummond (NZL) | Rushlee Buchanan (NZL)  |
| 2022  | Ally Wollaston (NZL)    | Bryony Botha (NZL)      | Sophie Edwards (AUS)    |
| 2023  | Chloe Moran (AUS)       | Emily Shearman (NZL)    | Sophie Edwards (AUS)    |
| 2024  | Ally Wollaston (NZL)    | Bryony Botha (NZL)      | Emily Shearman (NZL)    |
| 2025  | Emily Shearman (NZL)    | Bryony Botha (NZL)      | Maeve Plouffe (AUS)     |

### Course à l'élimination
| Année | Vainqueur               | Deuxième                       | Troisième              |
| ----- | ----------------------- | ------------------------------ | ---------------------- |
| 2022  | Chloe Moran (AUS)       | Alexandra Martin-Wallace (AUS) | Nicola Macdonald (AUS) |
| 2023  | Rylee McMullen (NZL)    | Bryony Botha (NZL)             | Sami Donnelly (NZL)    |
| 2024  | Ally Wollaston (NZL)    | Bryony Botha (NZL)             | Keira Will (AUS)       |
| 2025  | Samantha Donnelly (NZL) | Bryony Botha (NZL)             | Alli Anderson (AUS)    |